# Canon EOS-1Ds Mark II
Canon EOS-1Ds Mark II — цифровой зеркальный фотоаппарат, ставший дальнейшим развитием профессиональной полнокадровой линейки EOS-1Ds, и основанный на конструкции младшей репортёрской модели EOS-1D Mark II. EOS-1Ds Mark II в большей степени ориентирован для журналов и высококачественной студийной съёмки в таких областях, как мода, автомобильный дизайн, реклама, архитектура. Получил награду TIPA Best DSLR Professional 2005.

## Описание
С момента выхода в 2004 году и вплоть до конца выпуска в 2007 фотоаппарат обеспечивал наиболее высокое качество изображения в своём классе, не считая среднеформатных цифровых задников. Это стало возможным за счёт использования КМОП-матрицы формата 24×36 мм с эффективным разрешением 16,7 мегапикселей. Все преимущества по сравнению с предыдущей моделью стали возможны благодаря использованию нового процессора Digic II, обеспечивающего более высокую скорость обработки данных. В результате частота непрерывной съёмки доведена до 4 кадров в секунду при длине серии 32 кадра JPEG или 11 кадров RAW. Предельная светочувствительность также возросла до 3200 ISO по сравнению с предыдущей моделью, допускавшей её максимальное значение 1250 ISO.
Фокальный затвор с вертикальным движением металлических ламелей обеспечивает ресурс не менее 200 000 циклов при диапазоне выдержек от 1/8000 до 30 секунд и синхронизации до 1/250. Корпус из магниевого сплава обладает пылевлагозащищённой конструкцией, и внешне не отличается от корпуса базовой модели EOS-1D Mark II. Запись изображения и звуковых комментариев формата WAV возможна на карты памяти двух типов: Compact Flash и Secure Digital (в том числе SDHC), для которых предусмотрены два слота. Запись может осуществляться как последовательно, так и одновременно в режиме резервного копирования.
При помощи дополнительного адаптера возможна беспроводная передача данных по протоколу IEEE 802.1, а также по сети Ethernet.

## Совместимость
Canon EOS-1Ds Mark II совместим со всеми объективами Canon EF (кроме EF-S) и вспышками Canon Speedlite серии EX, поддерживающими технологию E-TTL. Поля зрения объективов совпадает с получаемым на малоформатном кадре фотоплёнки, обеспечивая кроп-фактор, равный единице.